# One Vanderbilt
El One Vanderbilt es un rascacielos en el centro de Manhattan, en Nueva York. Fue propuesto por el alcalde Bill de Blasio como parte del espacio de rehabilitación del Midtown este. Se inauguró el 15 de septiembre de 2020 y tiene una altura total de 427 m, por lo que es el cuarto edificio después del Central Park Tower, el 111 West 57th Street y el One World Trade Center.
Ofrece a los visitantes un servicio de mirador llamado Summit.

## Historia
A principios de los 2000 la SL Green Realty empezó a visitar los sitios de Midtown Manhattan para construir un nuevo rascacielos. Aunque su construcción debía empezar en 2013, solo hasta 2014 se presentó un proyecto que tenía en cuenta las necesidades de los residentes de la zona. A su vez, una demanda del Grand Central Terminal por los derechos aéreos pospuso el inicio de la construcción hasta 2017.